# Labeo fuelleborni
Labeo fuelleborni är en fiskart som beskrevs av Franz Martin Hilgendorf och Pappenheim, 1903. Labeo fuelleborni ingår i släktet Labeo och familjen karpfiskar. IUCN kategoriserar arten globalt som otillräckligt studerad. Inga underarter finns listade i Catalogue of Life.